# Cape Flattery
Cape Flattery – przylądek w Stanach Zjednoczonych, w północno-zachodniej części stanu Waszyngton, w hrabstwie Clallam. Wysunięty w Ocean Spokojny, położony jest u wejścia do Cieśniny Juana de Fuca. Jest to najbardziej na północny zachód wysunięty punkt 48 kontynentalnych stanów USA.
Przylądek skalisty o wybrzeżu klifowym, osiągającym wysokość około 40 m n.p.m. Znajduje się w obrębie rezerwatu Indian Makah. Nieopodal przylądka, w odległości około 1 km, znajduje się wyspa Tatoosh, na niej – latarnia morska Cape Flattery Light. Kilka kilometrów na wschód od przylądka położona jest miejscowość Neah Bay.
Nazwa przylądka – oznaczająca „przylądek zwodniczy” (ang. flattery w archaicznym znaczeniu: zwodzenie, łudzenie) – została nadana przez Jamesa Cooka, który jako pierwszy podróżnik pochodzenia europejskiego dotarł tu w 1778 roku. Cook był przekonany, że w niewielkiej odległości od przylądka znajdzie dogodną przystań, jednak wybrzeże okazało się nieprzystępne.

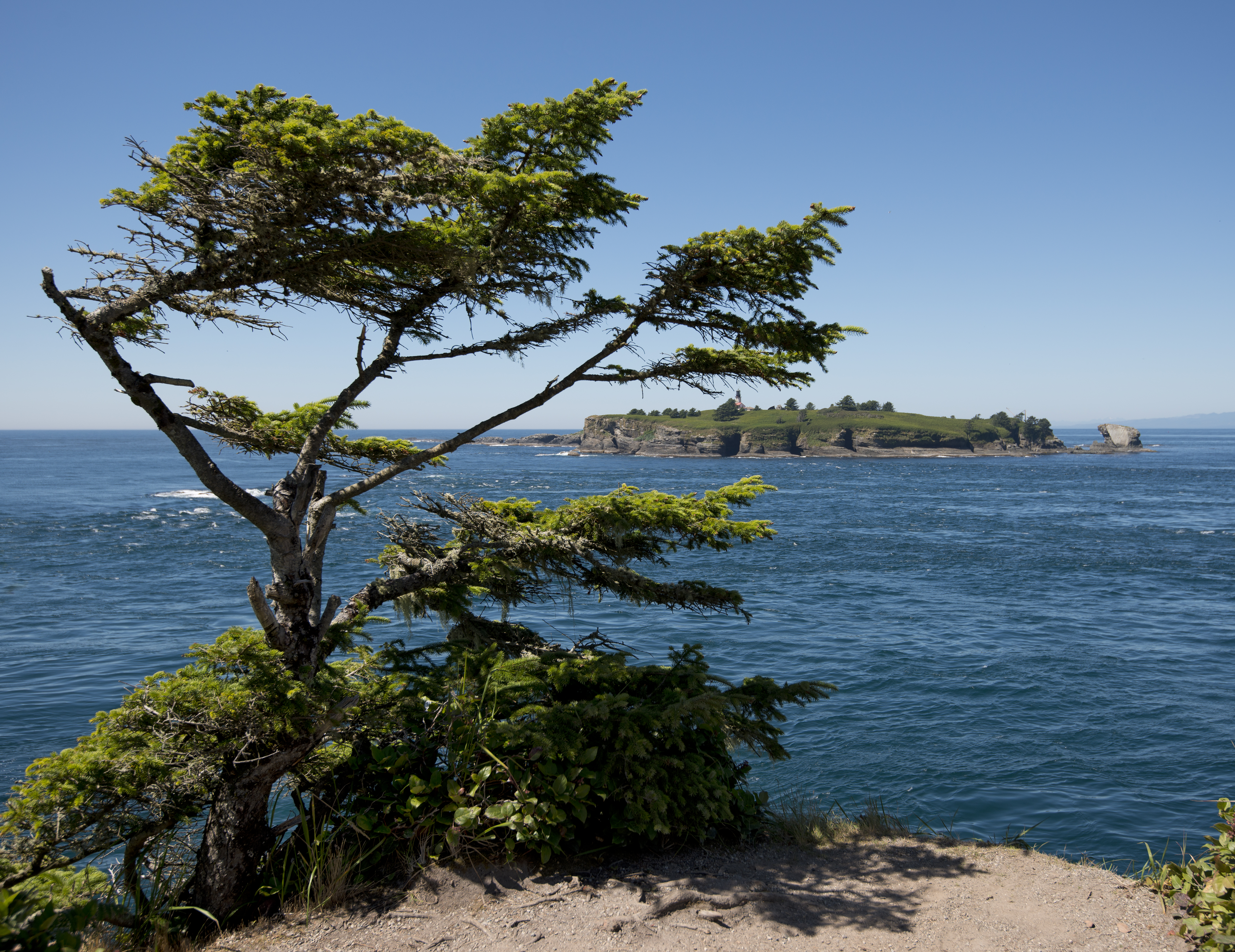
Widok z przylądka w kierunku wyspy Tatoosh
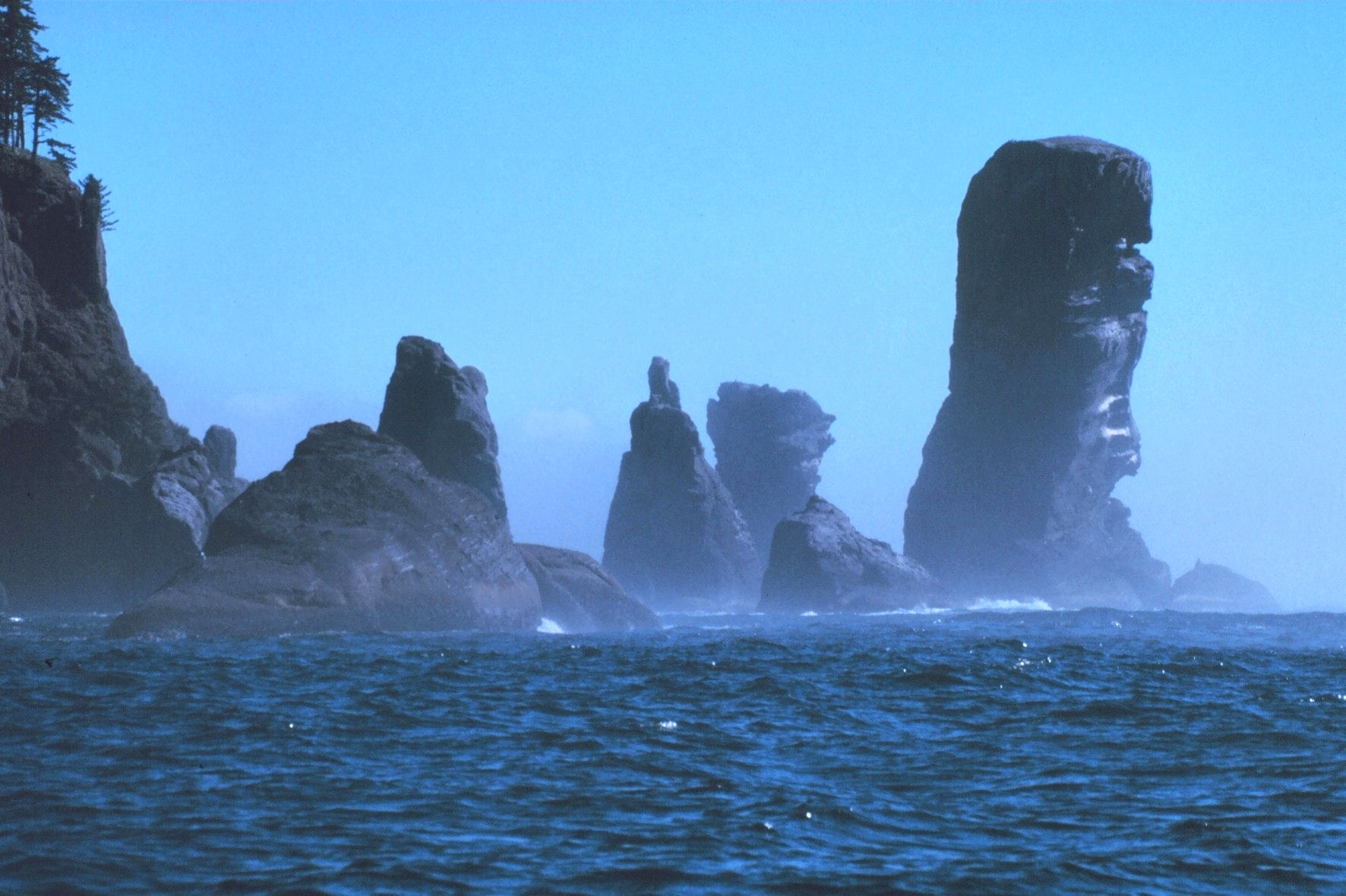
Kolumna skalna Fuca Pillar